# Bahnstrecke Leutershausen-Wiedersbach–Bechhofen
| Streckennummer (DB): | 5252                 |                           |                        |
| Kursbuchstrecke (DB): | 421c                 |                           |                        |
| Kursbuchstrecke: | 420c (1946)          |                           |                        |
| Streckenlänge: | 22,7 km              |                           |                        |
| Spurweite: | 1435 mm (Normalspur) |                           |                        |
| Maximale Neigung: | 20 ‰                 |                           |                        |
| Minimaler Radius: | 300 m                |                           |                        |
| |                      |                           |                        |
| \| \| \| von Nürnberg Hbf \| \| \| \| 0,0 \| Leutershausen-Wiedersbach \| 444 m ü. NN \| \| \| \| nach Crailsheim \| \| \| \| 1,7 \| Rauenbuch (bis 1922) \| Rauenbuch (bis 1922) \| \| \| 5,2 \| Neunstetten \| 424 m ü. NN \| \| \| 8,1 \| Mühlbruck \| Mühlbruck \| \| \| 10,5 \| Herrieden \| 421 m ü. NN \| \| \| 13,5 \| Rauenzell \| Rauenzell \| \| \| 15,2 \| Thann (Mittelfr) \| Thann (Mittelfr) \| \| \| 17,2 \| Sommersdorf (bis 1922) \| Sommersdorf (bis 1922) \| \| \| 18,4 \| Großenried \| 420 m ü. NN \| \| \| \| Altmühl (24 m) \| \| \| \| 20,6 \| Arberg (bis 1922) \| Arberg (bis 1922) \| \| \| 22,7 \| Bechhofen \| 434 m ü. NN \| \| \| \| \| \| \| Quellen: [1][2][3] \| \| \| \| |                      |                           |                        |
| Strecke |                      | von Nürnberg Hbf          | von Nürnberg Hbf       |
| Bahnhof | 0,0                  | Leutershausen-Wiedersbach | 444 m ü. NN            |
| Abzweig ehemals geradeaus und nach rechts |                      | nach Crailsheim           | nach Crailsheim        |
| Haltepunkt / Haltestelle (Strecke außer Betrieb) | 1,7                  | Rauenbuch (bis 1922)      | Rauenbuch (bis 1922)   |
| Bahnhof (Strecke außer Betrieb) | 5,2                  | Neunstetten               | 424 m ü. NN            |
| Haltepunkt / Haltestelle (Strecke außer Betrieb) | 8,1                  | Mühlbruck                 | Mühlbruck              |
| Bahnhof (Strecke außer Betrieb) | 10,5                 | Herrieden                 | 421 m ü. NN            |
| Bahnhof (Strecke außer Betrieb) | 13,5                 | Rauenzell                 | Rauenzell              |
| Haltepunkt / Haltestelle (Strecke außer Betrieb) | 15,2                 | Thann (Mittelfr)          | Thann (Mittelfr)       |
| Haltepunkt / Haltestelle (Strecke außer Betrieb) | 17,2                 | Sommersdorf (bis 1922)    | Sommersdorf (bis 1922) |
| Bahnhof (Strecke außer Betrieb) | 18,4                 | Großenried                | 420 m ü. NN            |
| Brücke über Wasserlauf (Strecke außer Betrieb) |                      | Altmühl (24 m)            | Altmühl (24 m)         |
| Haltepunkt / Haltestelle (Strecke außer Betrieb) | 20,6                 | Arberg (bis 1922)         | Arberg (bis 1922)      |
| Kopfbahnhof Streckenende (Strecke außer Betrieb) | 22,7                 | Bechhofen                 | 434 m ü. NN            |
| |                      |                           |                        |
| Quellen: |                      |                           |                        |

Die Bahnstrecke Leutershausen-Wiedersbach–Bechhofen, umgangssprachlich Bechhöfer Boggala genannt, war eine Nebenbahn in Bayern. Sie zweigte in Leutershausen-Wiedersbach von der Hauptbahn Nürnberg–Crailsheim ab und führte nach Bechhofen.

## Geschichte
Im Jahr 1895 gründete sich in Herrieden ein Eisenbahnkomitee um die Gemeinden westlich von Ansbach und die in Bechhofen angesiedelte Pinselindustrie an das Eisenbahnnetz anzuschließen. Ursprüngliche Planungen sahen vor, die Strecke von Ansbach aus über Elpersdorf bzw. Elpersdorf und Neunstetten nach Herrieden und von dort aus nach Bechhofen zu führen. Diesen Vorschlägen stand jedoch die technisch aufwändige Überwindung des zwischen Ansbach und dem Altmühltal gelegenen Höhenzuges gegenüber, so dass die Bayerische Staatsbahn für den Abzweig der Strecke in Leutershausen plädierte, der letztendlich auch ausgeführt wurde. Der Gesetzentwurf zum Bau der Strecke ging am 22. September 1899 beim königlich-bayerischen Staatsministerium ein. Verzögerungen gab es durch Einwände der Gemeinde Leutershausen, die einen direkten Anschluss an der neuen Strecke erreichen wollten, der die Strecke verlängert und durch zusätzliche Kunstbauwerke verteuert hätte. Unter Androhung den Streckenbau platzen zu lassen, nahmen die Leutershausener Gemeinderäte den Antrag zurück, so dass der Gesetzentwurf am 20. März 1900 das Parlament passierte und 30. Juni 1900 von Prinzregent Luitpold von Bayern unterzeichnet wurde.

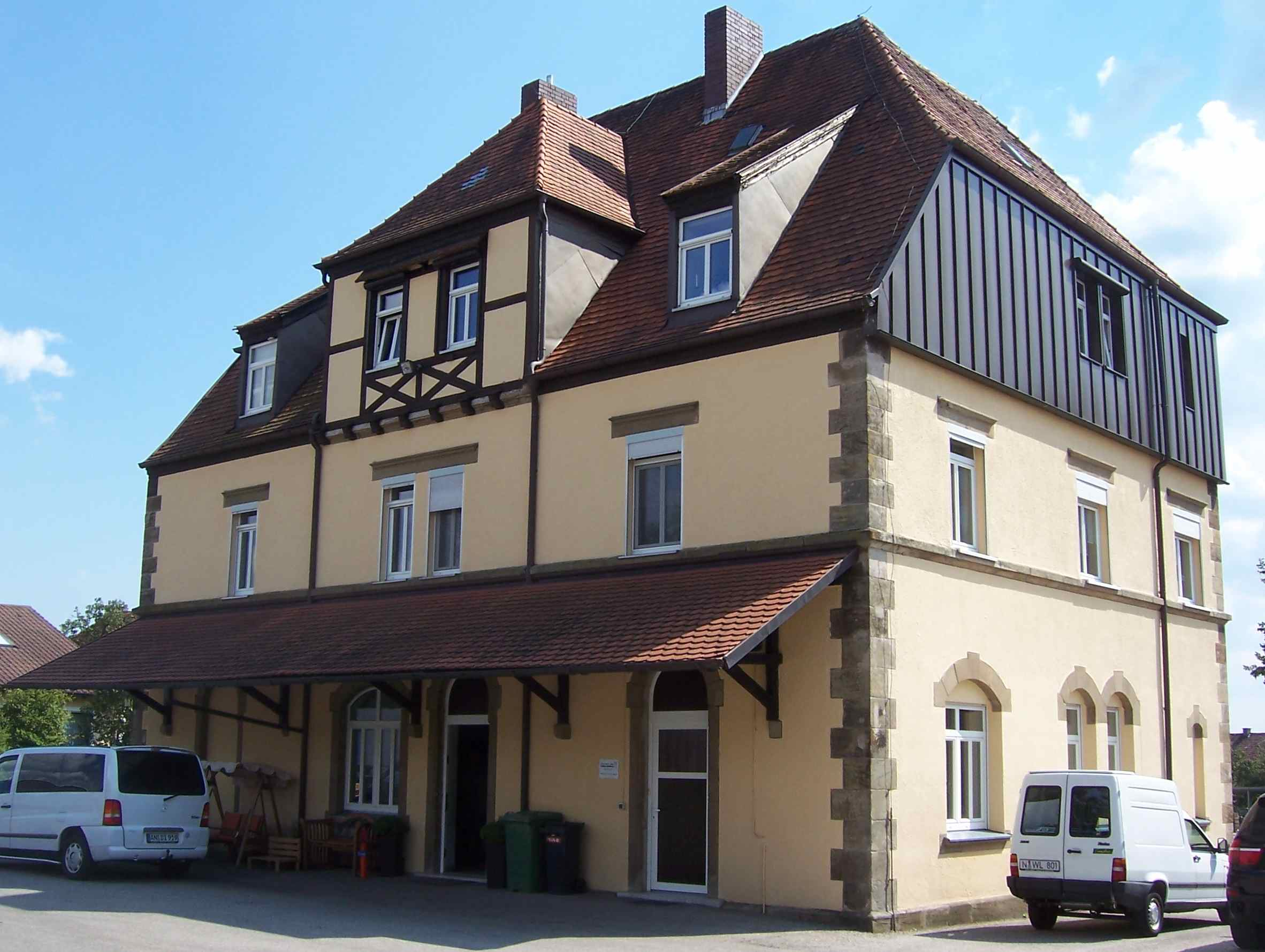
Bahnhof Bechhofen (2013)

Die Bauarbeiten begannen im Jahr 1901, eröffnet wurde die Strecke am 16. Juni 1903. Das Betriebsergebnis der Strecke war von Beginn an defizitär, was im Lauf der Zeit vorgebrachte Ideen zur Verlängerung der Strecke nach Dürrwangen (1903) oder Ehingen (1920) obsolet werden ließ. 
Im Sommerfahrplan 1939 waren täglich vier Personenzugpaare verzeichnet, die durchweg von und nach Ansbach durchgebunden waren. Die Reisezeit von Leutershausen-Wiedersbach nach Bechhofen betrug zwischen 44 und 46 Minuten, was einer Reisegeschwindigkeit von ungefähr 30 km/h entsprach.
Durch den Einsatz von Bahnbussen nach 1945, die ohne den Umweg über Leutershausen direkt nach Ansbach fuhren, sank die Auslastung der Züge. Am 2. August 1963 wurde von der Deutschen Bundesbahn die Einstellung des Zugverkehrs beantragt, die zum 1. April 1968 bewilligt wurde. Der Personenverkehr wurde am 28. November 1966 eingestellt, der Güterverkehr folgte am 31. Mai 1970. 
Der Abbau der Gleise erfolgte zuerst bis Neunstetten (1970/71) und nachfolgend bis kurz vor die Einmündung in die Hauptbahn (1972). Auf diesem Abstellgleis wurden über die Jahre durch die DB Güterwagen hinterstellt, die auf Ausbesserung warteten. 
Ab 1983 wurde das letzte sichtbare Relikt der Trasse durch die Elektrifizierung der Hauptstrecke Nürnberg–Crailsheim (1985) bei dem Aufbau von Fahrleitungsmasten zerstört. Heute erinnern nur noch die früheren Bahnhofsgebäude an die einstige Strecke.

## Fahrzeugeinsatz
Zu Beginn wurden Dampflokomotiven der Baureihen D IX und D VII eingesetzt, die ab den 1930er Jahren durch die Baureihe 70 abgelöst wurden. Nach dem Krieg ersetzten Schienenbusse der Baureihe VT 95 den Großteil der lokbespannten Personenzüge. Die verbliebenen lokbespannten Leistungen wurden von Diesellokomotiven der Baureihe V 100 übernommen, nachdem die auf der Strecke eingesetzte Vertreterin der Baureihe 70 (70 083) im Jahr 1963 ausgemustert wurde. Im Güterzugverkehr wurden zuletzt Diesellokomotiven der Baureihe V 60 eingesetzt.